# Paralastor dentiger
Paralastor dentiger är en stekelart som beskrevs av Perkins 1914. Paralastor dentiger ingår i släktet Paralastor och familjen Eumenidae. Inga underarter finns listade i Catalogue of Life.